# Nate Radley
Nate Radley (* 31. August 1975 in Concord, New Hampshire) ist ein US-amerikanischer Jazzgitarrist (auch Banjo, Electronics), Komponist und Musikpädagoge.

## Leben und Wirken
Nate Radley studierte Ende der 1990er Jahre an der University of Chicago Soziologie und spielte daneben in Mwata Bowdens X-Tet. Sein Studium setzte er am New England Conservatory of Music in Boston fort, wo er Jazzgitarre und Komposition u. a. bei John Abercrombie, Bob Brookmeyer, Jerry Bergonzi und George Russell studierte und den Master erwarb. Seit 2004 arbeitet er in der New Yorker Jazzszene, u. a. mit Alan Ferber, Marc Mommaas, Jon Gordon, Akiko Pavolka, Andrew Rathbun, David Smith, Tony Moreno und im Maria Schneider Jazz Orchestra. Ferner gehört er der Band Bad Touch mit Loren Stillman, Ted Poor und Gary Versace an, mit der mehrere Alben entstanden. Unter eigenem Namen legte er Anfang 2012 bei Fresh Sound/New Talent  das Album Big Eyes vor, mit Loren Stillman (Saxophon), Pete Rende (Fender Rhodes), Matt Pavolka (Bass) und Ted Poor (Schlagzeug).
Radley wirkte von 1998 bis 2010 bei 27 Aufnahmesessions mit, außer den Genannten bei James Falzone (The Already & The Not Yet, 2000), David Smith und Matthias Lupri. Radley unterrichtet Jazzgitarre, Musiktheorie und Ensemblespiel am Center for Preparatory studies in Music am Queens College, City University of New York und an der Bloomingdale School of Music. Der in Brooklyn lebende Gitarrist ist mit der Jazzpianistin Kris Davis verheiratet.